# Biral
Biral è un sottodistretto (upazila) del Bangladesh situato nel distretto di Dinajpur, divisione di Rangpur. Si estende su una superficie di 352,16 km² e conta una popolazione 257.925 di   abitanti (censimento 2011).